# Servior
Servior, ou de son nom complet Centres, foyers et services pour personnes âgées, est un établissement public luxembourgeois qui a pour but de gérer des centres d'accueil pour personnes âgés. Placé sous la tutelle du ministère de la Famille, de l'Intégration et à la Grande Région, il est le plus important gestionnaire de ce type d'établissement au Luxembourg.

## Histoire
Servior voit le jour par la loi modifiée du 23 décembre 1998 créant deux établissements publics, les « Centres, foyers et services pour personnes âgées » et les « centres de gériatrie ». Ce dernier est supprimé et remplacé par Servior dans le cadre de la loi du 22 décembre 2000.
À sa création, et par la loi de 1998, Servior a repris la gestion des établissements suivants, tous précédemment gérés par l'État :
- des centres intégrés pour personnes âgées (CIPA) de Bofferdange, Dudelange, Echternach, Esch-sur-Alzette, Mertzig, Niedercorn, Rumelange, Vianden, Wiltz ;
- des foyers de jour ;
- le centre du Rham.

L'établissement « Centres de gériatrie » a quant à lui repris la gestion des maisons de soins d'Echternach, d'Esch-sur-Alzette, de Differdange et de Vianden. La loi de 2000, en transfère la gestion à Servior.

## Structure

### Établissements
1. BASCHARAGE, Op Acker
2. BOFFERDANGE, Am Park
3. DIEKIRCH, Bei Der Sauer
4. DIFFERDANGE, Thillebierg
5. DIFFERDANGE, Woiwer
6. DUDELANGE, Grand-duc Jean
7. ECHTERNARCH, Am Schleeschen
8. ECHTERNARCH, Belle-vue
9. ESCH-SUR-ALZETTE, Op der Léier
10. HOWALD, Beim Klouschter
11. LUXEMBOURG, Op der Rhum
12. NIEDERKORN, Um Lauterbann
13. REMICH, Jousefshaus (en construction)
14. RUMELANGE, Neie roude fiels
15. TROISVIERGE, Liewensbam
16. VIANDEN, Sanatorium
17. VIANDEN, Schlassbléck
18. WILTZ, Geenzebléi

#### Établissements actuels
Le CIPA « Roude Fiels » situé à Rumelange, en activité depuis 1952 et rénové en 1990, fait l'objet d'un nouveau projet adopté en mai 2020 ayant pour but la construction d'un nouvel établissement qui comprendrait 120 chambres et logements pour un coût de 37 millions d'euros. La démolition est prévue pour 2022 et la fin du chantier à l'horizon 2025.